# Allanův pohár

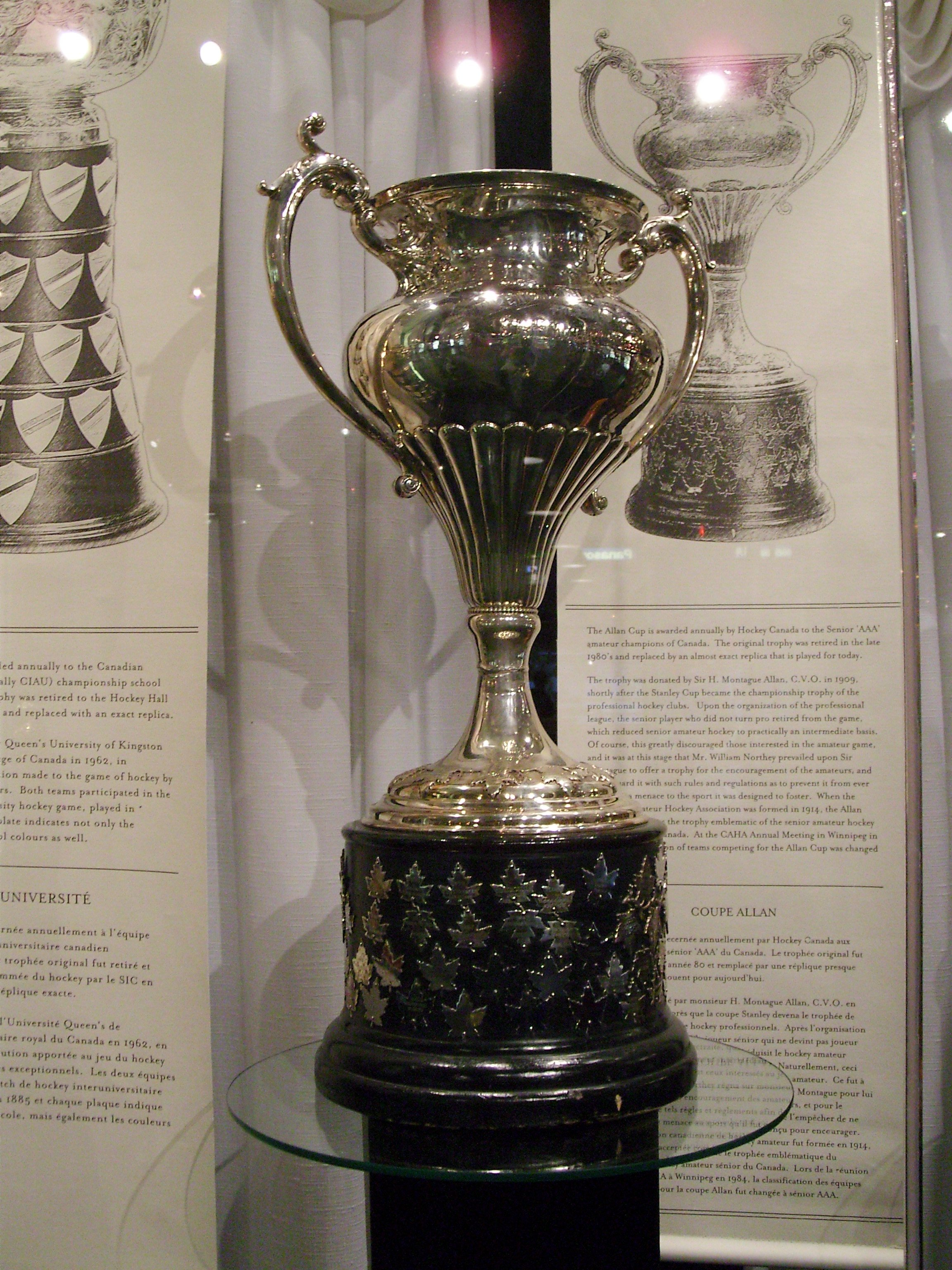
Trofej Allan Cupu

Allanův pohár (Allan Cup) je cena pro amatérského seniorského mistra Kanady v ledním hokeji. Je to druhá nejstarší hokejová soutěž světa. Úřadujícím držitelem trofeje pro rok 2015 je tým South East Prairie Thunder, Steinbach (Manitoba).

## Historie
V roce 1909 bylo rozhodnuto, že o Stanley Cup mohou hrát jen kluby s profesionální licencí. Montrealský rejdař Hugh Montagu Allan věnoval pohár pro amatérského šampiona. V roce 1914 byla založena amatérská asociace CAHA a zároveň byl vyzývací formát změněn na dlouhodobou soutěž. V roce 1920 bylo rozhodnuto, že vítěz Allanova poháru bude reprezentovat Kanadu na olympiádě a mistrovství světa v ledním hokeji, což platilo až do roku 1962, kdy byla po neúspěchu na MS v Colorado Springs vytvořena národní reprezentace. Dvakrát (v roce 1951 a 1984) došlo ke změně definice amatéra, čímž v Allanově poháru přestaly startovat mnohé týmy a význam soutěže poklesl. Přesto v ní občas nastupují přední hráči, např. v roce 2005 Theoren Fleury. Od roku 1992 se soutěž hraje jako jednorázový turnaj, jehož se účastní pět vítězů regionálních divizí a předem vybraný pořádající klub.

## Seznam vítězů
- 2018: Stoney Creek Generals
- 2017: Grand Falls-Windsor Cataracts
- 2016: Bentley Generals
- 2015: South East Prairie Thunder
- 2014: Dundas Real McCoys
- 2013: Bentley Generals
- 2012: South East Prairie Thunder
- 2011: Clarenville Caribous
- 2010: Fort St. John Flyers
- 2009: Bentley Generals
- 2008: Brantford Blast
- 2007: Lloydminster Border Kings
- 2006: Powell River Regals
- 2005: Thunder Bay Bombers
- 2004: Garaga de Saint-Georges
- 2003: Ile des Chênes North Stars
- 2002: Garaga de Saint-Georges
- 2001: Lloydminster Border Kings
- 2000: Powell River Regals
- 1999: Stony Plain Eagles
- 1998: Truro Bearcats
- 1997: Powell River Regals
- 1996: Warroad Lakers
- 1995: Warroad Lakers
- 1994: Warroad Lakers
- 1993: Whitehorse Huskies
- 1992: Saint John Vito's
- 1991: Charlottetown Islanders
- 1990: Chomedey Laval Warriors
- 1989: Thunder Bay Twins
- 1988: Thunder Bay Twins
- 1987: Brantford Motts Clamatos
- 1986: Corner Brook Royals
- 1985: Thunder Bay Twins
- 1984: Thunder Bay Twins
- 1983: Cambridge Hornets
- 1982: Cranbrook Royals
- 1981: Petrolia Squires
- 1980: Spokane Flyers
- 1979: Petrolia Squires
- 1978: Kimberley Dynamiters
- 1977: Brantford Alexanders
- 1976: Spokane Flyers
- 1975: Thunder Bay Twins
- 1974: Barrie Flyers
- 1973: Orillia Terriers
- 1972: Spokane Jets
- 1971: Galt Hornets
- 1970: Spokane Jets
- 1969: Galt Hornets
- 1968: Victoriaville Tigers
- 1967: Drummondville Eagles
- 1966: Drumheller Miners
- 1965: Sherbrooke Beavers
- 1964: Winnipeg Maroons
- 1963: Windsor Bulldogs
- 1962: Trail Smoke Eaters
- 1961: Galt Terriers
- 1960: Chatham Maroons
- 1959: Whitby Dunlops
- 1958: Belleville McFarlands
- 1957: Whitby Dunlops
- 1956: Vernon Canadians
- 1955: Kitchener-Waterloo Dutchmen
- 1954: Penticton V’s
- 1953: Kitchener-Waterloo Dutchmen
- 1952: Fort Frances Canadians
- 1951: Owen Sound Mercurys
- 1950: Toronto Sr. Marlboros
- 1949: Ottawa Senators
- 1948: Edmonton Flyers
- 1947: Montreal Royals
- 1946: Calgary Stampeders
- 1945: kein Wettbewerb
- 1944: Quebec Aces
- 1943: Ottawa Commandos
- 1942: Ottawa RCAF
- 1941: Regina Rangers
- 1940: Kirkland Lake Blue Devils
- 1939: Port Arthur Bearcats
- 1938: Trail Smoke Eaters
- 1937: Sudbury Tigers
- 1936: Kimberley Dynamiters
- 1935: Halifax Wolverines
- 1934: Moncton Hawks
- 1933: Moncton Hawks
- 1932: Toronto National Sea Fleas
- 1931: Winnipeg Hockey Club
- 1930: Montréal AAA
- 1929: Port Arthur Bearcats
- 1928: University of Manitoba
- 1927: Toronto Varsity Grads
- 1926: Port Arthur Bearcats
- 1925: Port Arthur Bearcats
- 1924: Sault Ste. Marie Greyhounds
- 1923: Toronto Granites
- 1922: Toronto Granites
- 1921: University of Toronto
- 1920: Winnipeg Falcons
- 1919: Hamilton Tigers
- 1918: Kitchener Hockey Club
- 1917: Toronto Dentals
- 1916: Winnipeg 61st Battalion
- 1915: Winnipeg Monarchs
- 1914: Regina Victorias
- 1913: Winnipeg Hockey Club
- 1912: Winnipeg Victorias
- 1911: Winnipeg Victorias
- 1910: Toronto St. Michael's Sr. Majors
- 1909: Kingston Queen's University
- 1908: Ottawa Cliffsides

## Vítězové podle provincií
|                              | \| Allan Cups by Province/State \| \| \| \| Rank \| Region \| Championships \| \| 1 \| Ontario \| 49 \| \| 2 \| Britská Kolumbie \| 12 \| \| 3 \| Manitoba \| 12 \| \| 4 \| Québec \| 9 \| \| 5 \| Alberta \| 6 \| \| - \| Saskatchewan \| 4* \| \| - \| Washington \| 4 \| \| 8 \| Minnesota \| 3 \| \| - \| Nový Brunšvik \| 3 \| \| 10 \| Newfoundland a Labrador \| 2 \| \| - \| Nové Skotsko \| 2 \| \| 11 \| Ostrov prince Edwarda \| 1 \| \| - \| Yukon \| 1 \| |               |
| Allan Cups by Province/State | |               |
| Rank                         | Region | Championships |
| 1                            | Ontario | 49            |
| 2                            | Britská Kolumbie | 12            |
| 3                            | Manitoba | 12            |
| 4                            | Québec | 9             |
| 5                            | Alberta | 6             |
| -                            | Saskatchewan | 4*            |
| -                            | Washington | 4             |
| 8                            | Minnesota | 3             |
| -                            | Nový Brunšvik | 3             |
| 10                           | Newfoundland a Labrador | 2             |
| -                            | Nové Skotsko | 2             |
| 11                           | Ostrov prince Edwarda | 1             |
| -                            | Yukon | 1             |